# Faccio a pezzi il teatro!
Faccio a pezzi il teatro! è una commedia teatrale del 2001, in tre atti, diretta da Vincenzo Salemme. Si tratta di una composizione di tre sceneggiate brevi, tratte da tre commedie precedenti: Di mamma ce n'è una sola, L'amico del cuore, ...E fuori nevica.

## Trama

### Atto 1:Di mamma ce n'è una sola
Chiara scopre che suo figlio Franco lascia una lettera in cui rivela una soluzione alla morte: la sostituzione. Vuole clonare i suoi zii ultra sessantenni per beffare la morte, grazie a degli attori che li sostituiranno. Tutto questo avviene dopo la morte della sua amata cagnolina: Ofelia. Quindi Chiara, sua madre, con l'aiuto della sorella Celeste chiama il dottor Perrella a risolvere la situazione. Ma intanto arriva Carmelo, il cognato, che con il suo dialetto incomprensibile non riesce a farsi capire.

### Atto 2:L'amico del cuore
Roberto Cordova deve sottoporsi a una richiosa operazione al cuore. Decide quindi di togliersi prima tutti gli sfizi che può, tra i quali quello di andare a letto con la moglie del suo migliore amico Michele. La moglie di Michele, Frida, saputo del desiderio di Roberto, pensa sia uno scherzo, ma infine capisce la situazione e si convince: dopo vari svenimenti del marito, Frida e Michele decidono di accontentare Roberto, che va quindi a letto con Frida.
Roberto parte per gli Stati Uniti. Passano sette mesi. Roberto torna a casa: l'operazione è andata a buon fine. Proprio il giorno del suo ritorno è il compleanno di Geremia. Al compleanno scopre che Frida è incinta. Padre Leonardo, non sapendo che Roberto è andato a letto con Frida, pensa che il figlio sia di Michelino. Quindi padre Leonardo scopre che l'ultimo desiderio è stato esaudito; scopre anche che Michelino è sterile e non può avere figli. Tutti e tre vanno in spiaggia e iniziano a litigare. Ritornati al ristorante sulla spiaggia, dove ha luogo la festa di Geremia, arriva la ginecologa di Frida. Le spiega che in realtà lei è incinta da otto mesi, quindi un mese prima del rapporto con Roberto. Si scopre finalmente che il figlio è di uno degli operai che fecero i lavori in casa in quel periodo e non di Roberto. I tre si riconciliano.

### Atto 3:...e fuori nevica
Protagonisti della vicenda sono tre fratelli, che si rincontrano dopo la morte della madre per la lettura del testamento: sono Francesco detto Cico, il fratello malato che si rivela molto acuto, Enzo, un cantautore depresso andato via di casa a 18 anni e mai più tornato, e Stefano Righi, un lavoratore che è sempre stato vicino alla madre e a Cico, ma sta entrando in depressione per colpa della fidanzata, con la quale si dovrebbe sposare a breve.
Nel finale, si scopre che la madre è morta per un'overdose di morfina somministratale dal figlio Cico perché non voleva vederla soffrire. Enzo e Stefano si rivolgono così al notaio di famiglia, a cui svelano l'accaduto, che decide di non voler mai più avere a che fare con la loro famiglia, poiché non viene compreso dai due fratelli.

## Produzione
La commedia è prodotta da Chi è in scena! ed è stata registrata anche presso il Teatro Parioli di Roma ed essere distribuita in formato dvd, dove Salemme continua il proprio sodalizio con Maurizio Casagrande, Carlo Buccirosso e Teresa Del Vecchio.